# Герасимов Олександр Михайлович
Олександр Михайлович Герасимов (*31 липня, 1881, м. Мічуринськ, Росія. — †23 липня 1963, м. Москва) — російський художник. Один із класиків соціалістичного реалізму в образотворчому мистецтві комуністичної Росії. Автор портретів Й. Сталіна та інших зверхників СРСР.

## Біографія
Народився у місті Козлові Калузької губернії (тепер Тамбовська область). Закінчив Московське училище живопису (1915, у Л. Пастернака), навчався у майстернях В. Сєрова, К. Коровіна. Від 1907 — учасник виставок.
1915 мобілізований до російської армії, до 1918 постійно перебуває на території східної Галичини у складі окупаційних військ (зокрема на Тернопільщині), де малював краєвиди та архітектурні пам'ятки. Після розвалу російського фронту повертається до Козлова, де працює у місцевому театрі.
Президент Академії Мистецтв СРСР 1947—1957. Після приходу до влади в СРСР М. Хрущова, поступово усунений з усіх офіційних посад, його картини масово вилучалися із музеїв як такі, що підтримують «культ Сталіна». Помер у Москві на тихій пенсії, забутий офіційною владою як співець сталінізму. Проте 1981, за часів Брежнєва, пошта СРСР випустила марку із зображення «особистого художника Сталіна», що ще раз засвідчило спроби влади реабілітувати сталінізм та одіозних осіб із ним пов'язаних.

## Твори
Більшість відомих творів створено художником у період комуністичного режиму в Росії, зокрема в той час, коли Герасимов був членом АХРР. З його ім'ям пов'язують становлення в СРСР канону «соціалістичного реалізму» — ідеологічно ангажованого жанру, який слугував прикладним інтересам комуністичної верхівки.
Герасимов — улюблений «придворний» художник шефа ВКП(б) Й. Сталіна. Створив низку колективних портретів російських комуністичних військовиків.
Колекція ранніх, докомуністичних творів Герасимова зберігається у Тернопільському обласному художньому музеї. Це картини «Теребовля. Дзвіниця» (1916), «Ніч у Зборові» (1916), «Кінець. Ніч» (1916). До Тернополя їх передано 1991 року.
Також створив ілюстрації для роману М. Гоголя «Тарас Бульба».
Основна колекція творів Герасимова зберігається в РФ, у Державному російському музеї (м. Санкт-Петербург), Третьяковській галереї (Москва), Моршанському історико-художньому музеї, Мічуринському краєзнавчому музеї.